# Phlegra soudanica
Phlegra soudanica är en spindelart som beskrevs av Berland, Millot 1941. Phlegra soudanica ingår i släktet Phlegra och familjen hoppspindlar. Inga underarter finns listade i Catalogue of Life.